# Lokeren
Lokeren [ˈloːkərə(n)] (en français Locres)  est une ville néerlandophone de Belgique située en Région flamande dans la province de Flandre-Orientale. Au premier janvier 2025 la commune de Lokeren entre en fusion avec la commune avoisinante de Moerbeke en gardant le nom de Lokeren pour la nouvelle entité.

## Géographie

### Sections de la commune
| # | Section  | Superf. (km²) | Habitants (2020) | Habitants par km² | Code INS |
| - | -------- | ------------- | ---------------- | ----------------- | -------- |
| 1 | Lokeren  | 42,94         | 35.105           | 818               | 46014A   |
| 2 | Eksaarde | 21,28         | 6.027            | 283               | 46014B   |
| 3 | Daknam   | 4,03          | 902              | 224               | 46014C   |
| 4 | Moerbeke | 37,93         | 6 758            | 178,17            | 44045    |

## Héraldique
|  | La ville possède des armoiries qui lui ont été octroyées le 13 octobre 1818, confirmées le 9 juillet 1840 et à nouveau octroyées le 11 mars 1986. La grille est le symbole de Saint-Laurent, le saint patron de la ville. La betterave est l'ancien symbole de la région du Waasland dont Lokeren est l'une des plus grandes villes. Initialement, les armoiries ont été octroyées avec la betterave sur l'écu et deux supports. Cependant, sur les vieux sceaux, les betteraves étaient placées comme une crête au-dessus de l'écu et aucun lion en supports. En 1986, les armes ont été modifiées conformément aux sceaux du XVIIIe siècle. Les couleurs n'ont pas d'origine historique et ont été décidées en 1818. Blasonnement : D'argent à une grille avec poignée de sable. L'écu timbré d'un navet d'argent, feuillé de sinople. Source du blasonnement : Heraldy of the World. |

## Démographie

### Évolution démographique: Avant la fusion des communes
- Sources : INS, Rem. : 1831 jusqu'en 1970 = recensements, 1976 = nombre d'habitants au 31 décembre[4].

### Évolution démographique de la commune fusionnée (1977-2024)
Graphe de l'évolution de la population de la commune. Les données ci-après intègrent les anciennes communes dans les données avant la fusion en 1977.
- Source : DGS - Remarque: 1831 jusqu'à 1981=recensement; depuis 1990=nombre d'habitants chaque 1er janvier>[5]

### Évolution démographique: commune fusionnée (depuis 2025)
En tenant compte des anciennes communes entraînées dans la fusion de communes de 2025 on peut dresser l'évolution suivante:
- Source : DGS, de 1831 à 1981 = recensements population ; à partir de 1990 = nombre d'habitants chaque 1er janvier[5].

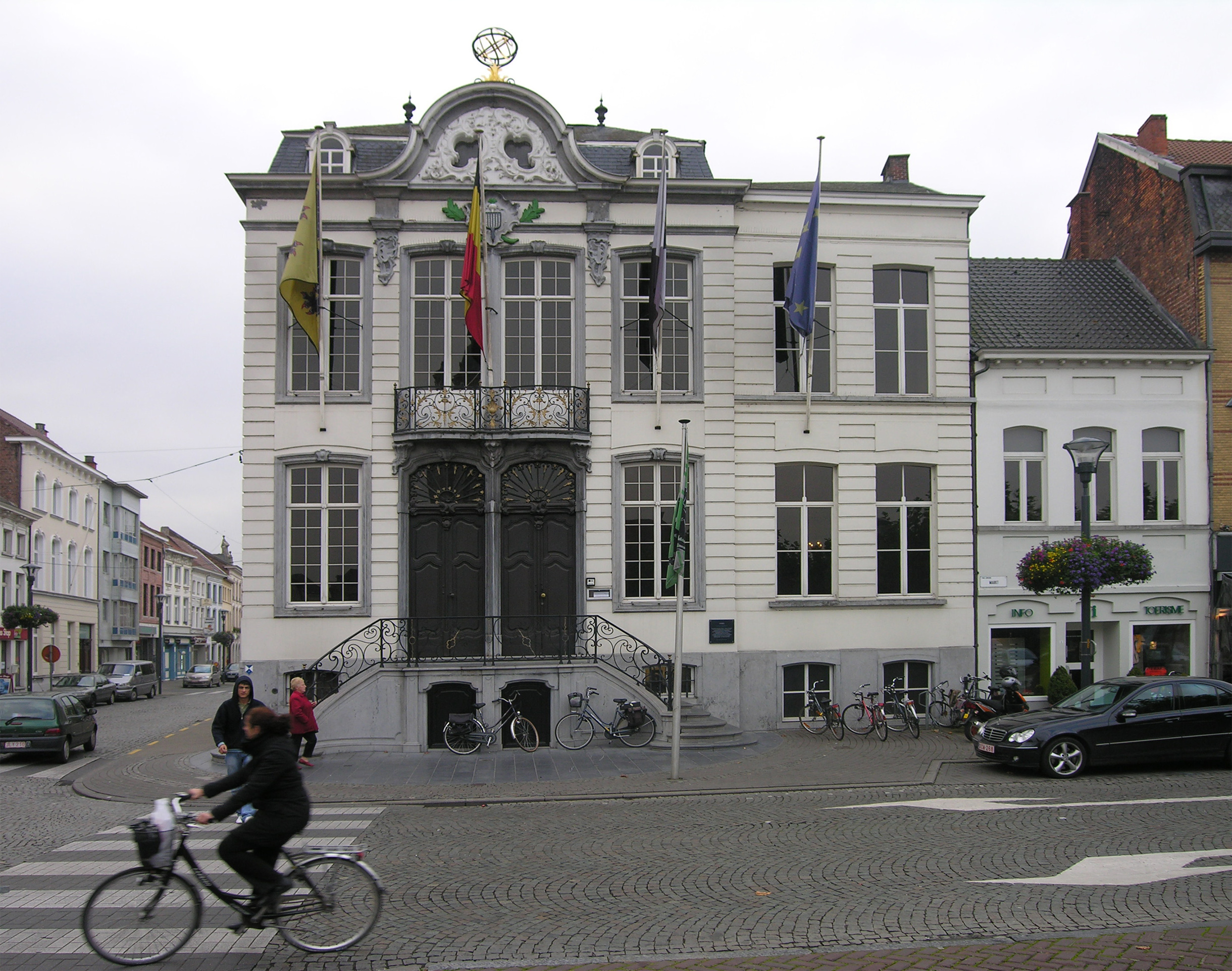
Hôtel de Ville de Lokeren

## Sport
Football
- KSC Lokeren (D1 Belge)

Handball
- HK Waasland Lokeren (Promotion)

Athlétisme
- AVLO

## Personnalité
- Greg Van Avermaet, coureur cycliste.
- Jelle Van Damme, footballeur
- Włodzimierz Lubański, ancien footballeur
- Aimé Anthuenis, entraîneur et ancien footballeur
- Jean-Baptiste de Smet
- Fien Muller, photographe, sculptrice et designer
- Roger Lambrecht, ancien footballeur et président du KSC Lokeren